# Orford Musique
Orford Musique, anteriormente Centro de Artes Orford (antes de 2016) o CAO, es un centro de artes canadiense fundado en 1951 y dedicado principalmente a la enseñanza a través de su escuela y academia de música y a la creación musical durante su festival anual.
Ubicado en el corazón del Parque Nacional de Mont-Orford, el centro y sus actividades contribuyen a la vida cultural de la región del lago Magog y de su ciudad principal, Magog, así como más allá de todo el municipio regional (MRC) de Memphrémagog y los municipios del este e incluso el norte de Vermont en los Estados Unidos.

## Historia
El Centro de Artes fue creado en Orford en 1951 por iniciativa del violinista Gilles Lefebvre, con la colaboración de Maurice O'Bready. Su objetivo principal era fomentar el aprendizaje y la promoción de la música clásica en el Parque Nacional de Mont-Orford, el río Rivière aux Cerises y la región del lago Magog. Fundó una escuela de música dirigida a jóvenes (Jeunesses musicales du Canada o JMC), y organizó clases magistrales y seminarios de verano dentro de la academia de música. Para 2016, esta academia contaba con más de 400 estudiantes internacionales anuales y un cuerpo docente de 65 profesores. El centro empezó a ofrecer un festival de verano anual para promover a jóvenes intérpretes y brindarles una plataforma de difusión. 
Gracias al apoyo de financiaciones privadas, el centro amplió su ámbito artístico incluyendo las artes plásticas y visuales, y en menor medida, el teatro y las artes escénicas.

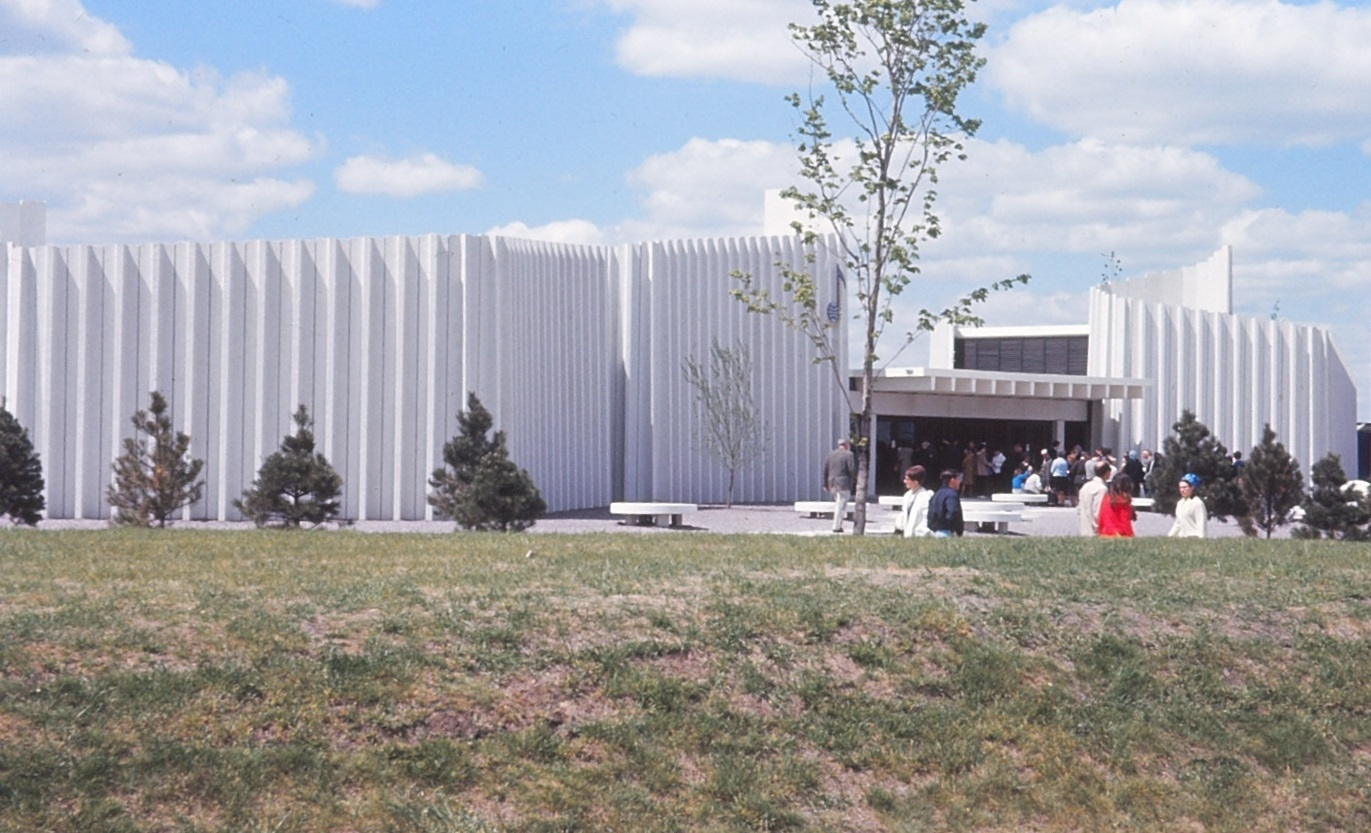
Pabellón El Hombre y la Música en mayo de 1967

La sala de conciertos (que luego se convertiría en la Sala Gilles-Lefebvre) se hizo permanente en 1970 tras el traslado del pabellón temático El Hombre y la Música, originalmente construido para la Exposición Universal de Montreal en 1967. Gracias al impulso del director artístico Yuli Turovsky, desde 1997 el centro organiza anualmente un concurso internacional de música.
A mediados de los años 2000, el Centro de Artes Orford (CAO) revitalizó su formación en música de cámara con el apoyo del Nuevo Cuarteto de Cuerdas Orford, sucesor del histórico Cuarteto de Cuerdas Orford (1965-1991), integrado por músicos destacados de las principales orquestas canadienses. Durante esta etapa, bajo el liderazgo del presidente del consejo de administración de Pierre Goulet, se intentó, sin éxito, una fusión con la Orquesta Sinfónica de Montreal y su director Kent Nagano.
En 2015, el pianista Wonny Song asumió la dirección artística del centro y, junto con el director general François Tétreault, llevaron a cabo una reorientación estratégica del centro, enfocándolo principalmente en la música y renombrando todas las instituciones bajo la marca Orford Musique. Aunque sin abandonar por completo las demás actividades artísticas, estas quedaron relegadas a tener un papel muy secundario. En 2017, también iniciaron una colaboración con la escuela Montessori de Magog, que permitió la apertura de una escuela secundaria en el pabellón Charles-Leblanc del centro, acogiendo entre 50 y 120 estudiantes.

## Festival de música de Orford
El festival de verano atrajo a 20,000 asistentes en 2016, consolidándose como un evento cultural de gran relevancia en la región. Sus conciertos han sido reconocidos con múltiples distinciones, incluyendo varios premios Opus: cinco otorgados por la calidad de los conciertos, uno concedido en 2011 a su director artístico Jean-François Rivest, y un premio al Locutor del Año en 2006.
El premio Orford Musique es un concurso que reúne a nueve destacados músicos canadienses. Otorga distintos premios a los músicos finalistas del certamen según el puesto en el que queden:
Primer premio
El primer premio es otorgado por voto público y tiene un valor total de 15,000 dólares canadienses. Este premio incluye 8,000 dólares canadienses presentado por la Municipalidad de Orford, una invitación para participar en el próximo Festival Orford Musique y una beca completa para una estancia de dos semanas en la Academia de Música de Orford o para una residencia artística en el mismo año, lo que permite al ganador continuar su formación y perfeccionamiento artístico en un entorno de alto nivel.
Segundo premio
Este premio tiene un valor total de 5,000 dólares canadienses e incluye 4,000 en efectivo otorgado por Claude Omann, reconocido en el centro por su apoyo a las artes. Este premio también contempla una beca completa para una estancia de dos semanas en la Academia de Música de Orford o en una residencia artística en 2025.
Todos los finalistas reciben un programa integral de asesoramiento profesional y formación. Este premio está diseñado para brindar a los músicos las herramientas necesarias para la creación, promoción y presentación de su concierto durante la competencia. Como parte del premio, los finalistas participan en una residencia artística en Orford Musique, donde reciben apoyo individualizado para desarrollar su proyecto musical. El valor estimado de este programa es de 15,000 dólares canadienses y es ofrecido por Canimex.

## Dirección
- Gilles Lefebvre (1950-1972), director general y cofundador
- Pierre Rolland (1980-1989), director general y artístico
- Yuli Turovsky (1996-1999), director artístico
- Davis Joachim (-2009), director general y artístico
- Jean-François Rivest (2009-2015), director artístico[3]
- François Tétreault (2010-2017), director general[10]
- Wonny Song (desde 2015), director artístico y luego director general y artístico